# ダークチャコール
ダークチャコール（Dark Charcoal）とは、イーリーブラックやジェットブラックに近い色で無彩色の一種。ダーク(Dark)とは暗いなどを意味し、チャコール（Charcoal）とは炭、木炭などを意味する。

## 近似色
- イーリーブラック
- ジェットブラック